# Augustus O. Stanley
Augustus Owsley Stanley, född 21 maj 1867 i Shelbyville, Kentucky, död 12 augusti 1958 i Washington, D.C., var en amerikansk demokratisk politiker. Han var guvernör i delstaten Kentucky 1915–1919. Han representerade Kentucky i båda kamrarna av USA:s kongress, först i representanthuset 1903–1915 och sedan i senaten 1919–1925.
Stanley utexaminerades 1889 från Centre College. Han undervisade sedan vid Christian College i Hustonville och studerade juridik. Han inledde 1894 sin karriär som advokat i Flemingsburg. Han var elektor för William Jennings Bryan i presidentvalet i USA 1900.
Stanley efterträdde 1903 Henry Dixon Allen som kongressledamot. Han efterträddes 1915 av David Hayes Kincheloe. Stanley efterträdde sedan James B. McCreary som guvernör. Senator Ollie Murray James avled 1918 i ämbetet och Stanley utnämnde George B. Martin till senaten. Stanley efterträdde sedan 1919 Martin som senator. Han besegrades i senatsvalet 1924 av Frederic M. Sackett.
Stanley avled 1958 och gravsattes på Frankfort Cemetery i Frankfort.